# Tadeusz Chyliński
Tadeusz Edward Chyliński (ur. 13 października 1911 w Warszawie, zm. 15 lutego 1978 tamże) – polski konstruktor lotniczy, doc. magister inżynier, wieloletni pracownik naukowy Instytutu Lotnictwa. Specjalista od wytrzymałości konstrukcji lotniczych.

## Życiorys

### Czasy międzywojenne
Był synem Stanisława Kazimierza, urzędnika w Towarzystwie Kredytowym Ziemskim i Zofii Janiny z Tuszowskich.
W 1920 roku rozpoczął naukę w szkole Muszyńskiego w Warszawie. Po roku przeniósł się do Milanówka pod Warszawą, gdzie rodzice kupili willę „Afrykanka”. Tam też do 1926 roku uczęszczał do Koedukacyjnego Gimnazjum Humanistycznego. W tym samym roku wrócił do Warszawy, by podjąć naukę w cenionym gimnazjum humanistycznym Ludwika Lorentza „Lorencówka”, mieszczącym się w nadal zachowanym budynku przy ul. Brackiej 18, gdzie w 1930 roku zdał maturę.
Wstąpił na Wydział Matematyczno-Przyrodniczy Uniwersytetu Warszawskiego. Po roku zmienił uczelnię, rozpoczynając studia na Wydziale Mechanicznym Politechniki Warszawskiej (PW), obierając kierunek lotniczy. W czasie studiów skończył kurs szybowcowy w szkole szybowcowej Ligi Obrony Powietrznej i Przeciwgazowej (LOPP) Sokolej Górze koło Krzemieńca, gdzie uzyskał odznakę kategorii „C” pilota szybowcowego oraz odbył sześciotygodniową praktykę studencką w Jugosławii. Uzyskał wówczas półdyplom Sekcji Lotniczej Wydziału Mechanicznego Politechniki Warszawskiej. W latach 1933–1938 był członkiem Sekcji Lotniczej Koła Mechaników studentów Politechniki Warszawskiej.

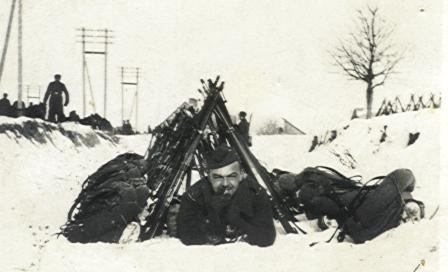
Tadeusz Chyliński, Włodzimierz Wołyński, styczeń 1937

W latach 1936–1937 odbył służbę wojskową w Wołyńskiej Szkole Podchorążych Rezerwy Artylerii we Włodzimierzu Wołyńskim – 5. bateria – uzyskując stopień kapral podchorąży, kanonier z cenzusem.
W 1937 roku podjął pracę w Doświadczalnych Warsztatach Lotniczych RWD na Okęciu jako konstruktor płatowcowy, równocześnie kontynuując studia. Na jesieni tego samego roku zawarł związek małżeński z Aliną Dąbkowską. Pracował wtedy przy dokumentacji seryjnej samolotu obserwacyjnego RWD-14 Czapla oraz z Andrzejem Anczutinem przy konstrukcji samolotu RWD-16 bis.
W 1938 r. przystąpił z Jerzym Drzewieckim do opracowania samolotu wyczynowego RWD-19, projektując płat tego samolotu. W październiku tego samego roku samolot został oblatany. Następne projekty to kadłub samolotu dyspozycyjnego RWD-18, łoże silnika do samolotu szkolnego RWD-23 oraz dźwigar płata samolotu myśliwskiego RWD-25. Brał również udział przy opracowywaniu konstrukcji samolotu RWD-21.

### Wojna i niemiecka okupacja
W 1939 roku został zmobilizowany jako artylerzysta i awansowany do stopnia podporucznika. Służył najpierw w 5 pułku artylerii lekkiej (pal) w Toruniu, następnie w płockim 8 pal, z którym brał udział w walkach nad Bzurą, docierając przez Puszczę Kampinoską do Twierdzy Modlin, w obronie której walczył. Po kapitulacji Modlina 29 września, dostał się do obozu jenieckiego Soldau (KL) w Działdowie, ale po kilkunastu dniach, na podstawie umowy kapitulacyjnej, został zwolniony. Wrócił do Warszawy zmieniając dla celów konspiracyjnych adres zamieszkania.
W styczniu 1940 roku podjął pracę w Elektrycznych Kolejach Dojazdowych (EKD) jako konduktor i motorniczy, a następnie jako technik w dziale drogowym. Pracował tam do sierpnia 1946 roku, dorabiając potajemnie produkcją mydła toaletowego w latach 1942–1946 w spółce z inżynierem Romanem Berkowskim oraz inżynierem Bronisławem Żurakowskim. Celem tej działalności, prócz utrzymania się, było zgromadzenie środków technicznych dla przyszłej produkcji samolotów, do uruchomienia po zakończeniu okupacji. Zakupiono w tym celu obrabiarki do drewna i metalu. Ponadto zgromadzono przyrządy pomiarowe i potrzebne narzędzia, przechowywane w ukryciu. Od listopada 1942 roku brał udział w Armii Krajowej, w organizacji dywersyjnej „Wachlarz”, używając pseudonimów „Aga” i „Dzięcioł” (patrz: Kartoteka Centralna Wachlarza: nr 261), gdzie zajmował się, między innymi, konstrukcją min kolejowych. Ponadto współpracował dorywczo z Konspiracyjnym Instytutem Technicznym Lotnictwa KG AK – kryptonim „Dural”. Po kapitulacji powstania warszawskiego uniknął niewoli i ponownie trafił do Milanówka. Zamieszkał w willi „Ostoja” przy ul. Grabowa 4 do 1966 roku.

### Okres powojenny
Plany podjęcia produkcji lotniczej okazały się nierealistyczne pod ustrojem polityczno-gospodarczym powojennej Polskiej Rzeczypospolitej Ludowej. Maszyny i narzędzia zgromadzone podczas okupacji niemieckiej zostały wydzierżawione warsztatowi w Łodzi, następnie przejęte przez władze i ostatecznie zlicytowane. W lipcu 1945 r. opracował projekt trzymiejscowego samolotu turystycznego o symbolu C1. W roku 1945 na zlecenie ówczesnego Ministerstwa Komunikacji, gdzie Chyliński pracował do 1946 r. w Dziale Drogowym, inżynier wykonał projekt konstrukcji stalowych słupów dla linii wysokiego napięcia Otwock-Miłosna. Na przełomie lat 1945–1946 wziął udział w otwartym konkursie rozpisanym przez Departament Lotnictwa Cywilnego na projekt szkolnego motoszybowca; na przedstawionych 17 prac projekt motoszybowca „Pegaz” zajął pierwsze miejsce.

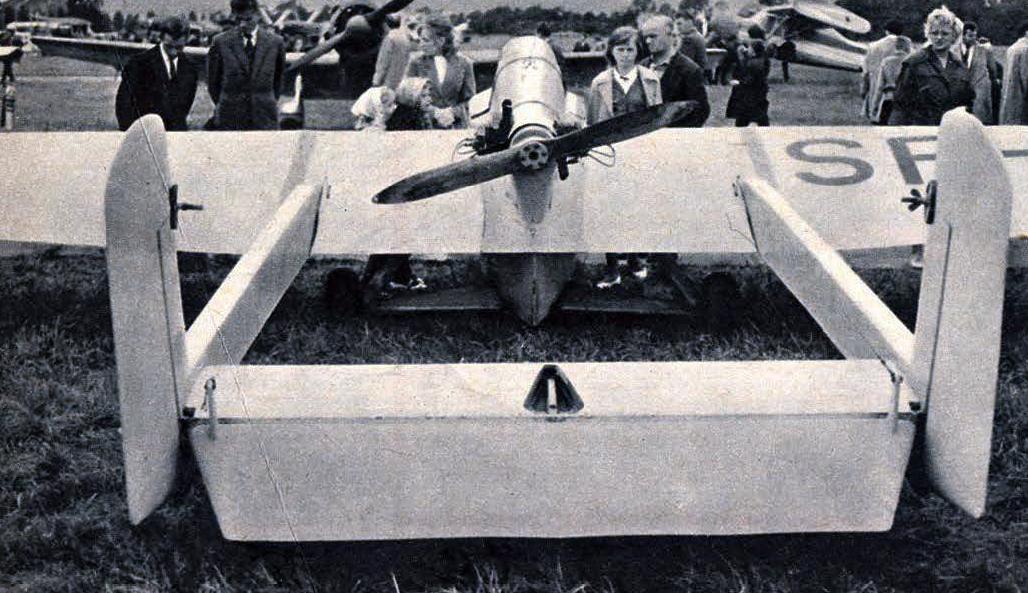
HWL Pegaz – widok od tyłu

W latach 1946–1947, na podstawie umowy zawartej z Departamentem Lotnictwa Cywilnego Min. Komunikacji, opracował wraz z inż. Bronisławem Żurakowskim dokumentację konstrukcyjną „Pegaza”, pracując jednocześnie w Referacie Lotniczym Głównej Kwatery Związku Harcerstwa Polskiego. W pracach uczestniczyli również technicy Waśkiewicz i Brewiński. Silnik zastosowany w „Pegazie” GAD XL o poj. 984 cm³ był konstrukcji inż.Stefana Gajęckiego. Motoszybowiec został oblatany 16 lipca 1949 r. przez Bronisława Żurakowskiego i Jerzego Szymankiewicza. Początkowo planowano zbudowanie dla aeroklubów 80 „Pegazów”, jednak nie wszedł on do produkcji seryjnej, mimo że ukończył próby państwowe z wynikiem bardzo dobrym. Główną tego przyczyną było wstrzymanie prac nad rodzimymi konstrukcjami lotniczymi na polecenie z ZSRR.
W styczniu 1948 roku Tadeusz Chyliński podjął pracę na stanowisku konstruktora w Instytucie Technicznym Lotnictwa, przemianowanym 1 kwietnia tego samego roku na Główny Instytut Lotnictwa, a od 3 marca 1952 roku na Instytut Lotnictwa, w dziale Wytrzymałościowo-Konstrukcyjnym, w zespole dr. inż. Zbigniewa Brzoski. Tam zaprojektował kadłub podwozie i śmigło ogonowe do pierwszego polskiego śmigłowca BŻ-1 GIL, którego głównym konstruktorem był inż. Bronisław Żurakowski.

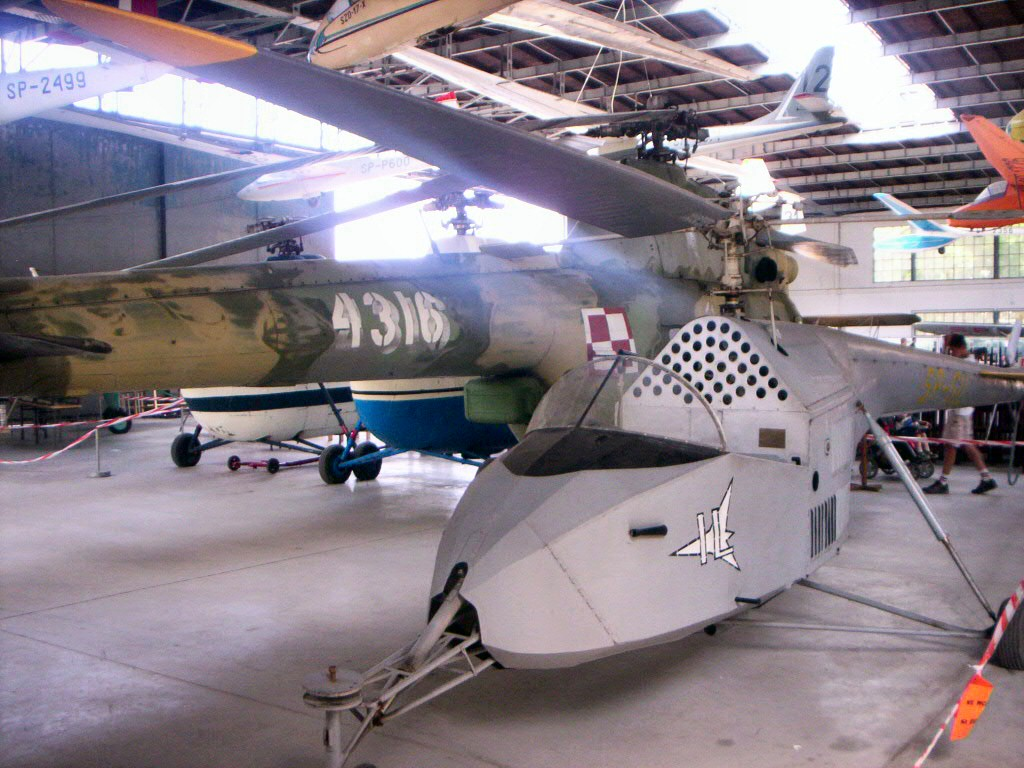
BŻ-1 GIL

W 1949 roku pod kierownictwem T. Chylińskiego zostały przeprowadzone badania tensometryczne naprężeń w konstrukcji przęseł Mostu Poniatowskiego w Warszawie, a w 1951 r. takie same badania wykonał na przęsłach mostu na Wiśle w Knybawie oraz naprężenia w łącznikach izolatorów linii wysokiego napięcia.
W 1950 r. opracował przeróbkę samolotu łącznikowego Piper Cub na samolot sanitarny. Prototyp zbudowany został w Instytucie Lotnictwa, a w Okręgowych Warsztatach Lotniczych nr 4 w Gdańsku wykonana została seria 14 sztuk tego samolotu. Na początku lat pięćdziesiątych, z inż. Jerzym Haraźnym i inż. Justynem Sandauerem, zaprojektował cele latające z napędem pulsacyjnym TC-1 i TC-2. W 1955 r. skonstruował holowane cele latające Spec-3 i Spec-4 wypróbowane w tym samym roku.
1 czerwca 1951 r. został kierownikiem Działu Wytrzymałościowo-Konstrukcyjnego w Głównym Instytucie Lotnictwa, w skład którego wchodził również Dział Badań w Locie, gdzie zaczynali swoje kariery pilotów doświadczalnych Andrzej Abłamowicz i Julian Bojanowski. W lutym 1961 r. uzyskał dyplom mgra inż. Wydziału Lotnictwa Politechniki Warszawskiej.
W latach 1954–1956 kierował Zakładem Płatowcowym, a od roku 1956 do 15 grudnia 1965 r. pełnił funkcję kierownika Zakładu Wytrzymałości Instytutu Lotnictwa, rozbudowując jego laboratoria i tworząc nowy system badań wytrzymałościowych sprzętu lotniczego. W roku 1957 opracował – wspólnie z inż. Justynem Sandauerem i inż. J. Haraźnym projekt wstępny odrzutowego samolotu szkolno-treningowego „As” jako projekt porównawczy do PZL TS-11 Iskry. Od 18 marca 1957 roku wszedł w skład Rady Naukowej Instytutu Lotnictwa, a od lutego 1959 r. w skład Kolegium Instytutu. Pod jego kierunkiem kształcili się główni specjaliści Zakładu Wytrzymałości IL. Nieomal wszystkie konstrukcje samolotowe, śmigłowcowe i szybowcowe polskiego przemysłu lotniczego zbudowane w latach 50. i 60. XX wieku były sprawdzane i badane pod jego kierunkiem.
W latach 1948–1952 były to próby wytrzymałościowe takich konstrukcji lotniczych jak: CSS-10, CSS-11, CSS-12, Junak-2, elementy śmigłowca GIL oraz szybowce IS-1 Sęp, IS-4 Jastrząb, SZD-8 Jaskółka. Lata 1952–1961 to próby wytrzymałościowe samolotów odrzutowych: Lim-1 (MiG-15), Lim-2 (MiG-15bis), Lim-5 (MiG-17) i TS-11 Iskra oraz tłokowych CSS-13, Junak-3, Li-2, TS-8 Bies, Jak-12M, Jak-12A, PZL M-2, jak również elementów śmigłowca BŻ-4 Żuk. W tym czasie T. Chyliński był przewodniczącym Kolegium Zakładu Wytrzymałości.
W latach 1962–1965 przeprowadzał próby wytrzymałościowe samolotu PZL-104 Wilga, szybowców Kobuz, Foka i Kormoran, jak też wałów silników wysokoprężnych oraz płatów podwodnych wodolotu „Gryf”. Ponadto pod jego kierunkiem przeprowadzono próby zmęczeniowe skrzydła szybowca SZD-12 Mucha 100, okuć skrzydłowych samolotu PZL MD-12, wałów i korbowodów silnika lotniczego WN-3 oraz dźwigarów łopat wirnika nośnego śmigłowca SM-1. Brał udział w Państwowych Próbach Kontrolnych samolotu Lim-1 (MiG-15).
W marcu 1956 r. w wyniku konkursu rozpisanego przez Ligę Przyjaciół Żołnierza (LPŻ) na jednomiejscowy szybowiec szkolny, jego projekt opatrzony godłem „Kawka” został wyróżniony.
21 listopada 1960 r. został powołany przez Ministra Komunikacji na zastępcę przewodniczącego Komisji Przepisów Cywilnego Sprzętu Lotniczego przy Departamencie Lotnictwa Cywilnego Ministerstwa Komunikacji. 5 grudnia 1961 roku został powołany przez Dyrektora Instytutu Lotnictwa na stanowisko adiunkta. W 1962 roku brał udział w odbiorze z Anglii samolotów Vickers Viscount dla PLL LOT. 1 stycznia 1964 r. został powołany na stanowisko Samodzielnego Pracownika Naukowo-Badawczego, pełniąc jednocześnie funkcję kierownika Zakładu Konstrukcji Specjalnych (tj. rakiet) i kierownika Grupy Problemowej.
W 1964 r. opracował projekt wstępny 12-miejscowego samolotu wielozadaniowego krótkiego startu i lądowania (STOL) TC-Borsuk napędzanego dwoma silnikami turbośmigłowymi (jako następcę An-2 i podobnej klasy co przyjęty do produkcji w latach 70. licencyjny radziecki An-28). W latach 1966/67 na V Mistrzostwa Świata w Akrobacji Samolotowej w Magdeburgu (1968 rok), został opracowany przez T. Chylińskiego projekt samolotu akrobacyjnego TC-A68, a w 1969 r. projekt samolotu rolniczego TC-R. Był on również autorem projektu modyfikacji samolotu An-2 przez zwiększenie jego powierzchni nośnej w celu poprawienia udźwigu i ekonomiczności, jak również projekt odmiany An-2 z napędem turbośmigłowym. Od 1 października 1972 pracował w Ośrodku Płatowców i Wytrzymałości Instytutu Lotnictwa na stanowisku samodzielnego pracownika naukowo-badawczego, a od 1973 r. docenta.

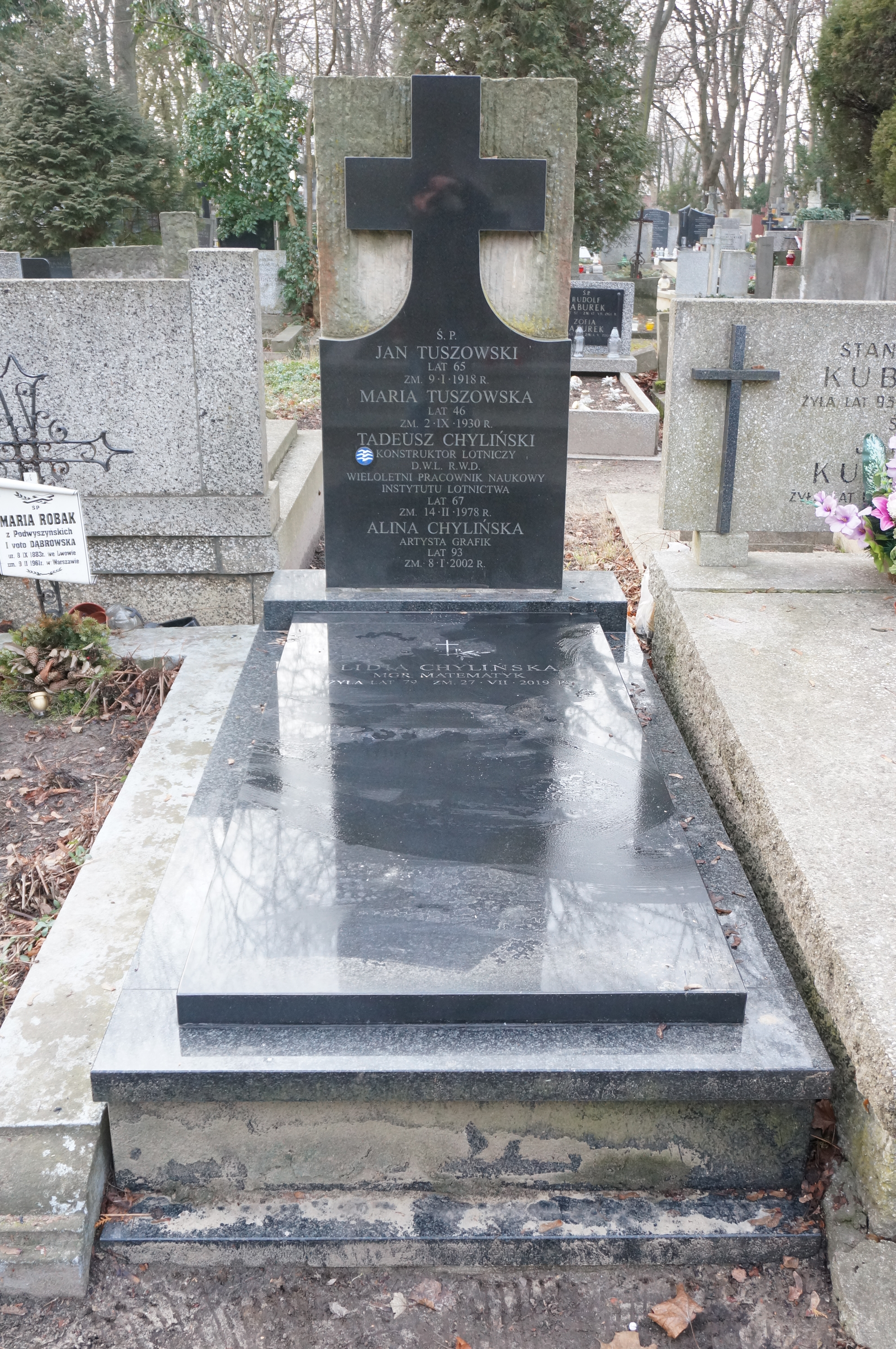
Grób Tadeusza Chylińskiego na cmentarzu Powązkowskim

## Odznaczenia i publikacje
Za prace dla lotnictwa został odznaczony Krzyżem Kawalerskim Orderu Odrodzenia Polski (1961), a w 2021 został odznaczony pośmiertnie za wybitne zasługi dla niepodległości Rzeczypospolitej Polskiej Krzyżem Oficerskim OOP (2021), jak i innymi wysokimi odznaczeniami państwowymi. Publikował artykuły związane z techniką lotniczą w „Skrzydlatej Polsce”, „Technice Lotniczej i Astronautycznej” i w biuletynie informacyjnym Instytutu Lotnictwa.

## Życie prywatne
Miał dwoje dzieci: Lidię i Rafała. Zmarł w Warszawie i został pochowany na Starych Powązkach, w kwaterze 325-1-11.